# لبرینت
تیموتی لی مک کنزی (به انگلیسی: Timothy Lee McKenzie) (متولد ۴ ژانویه ۱۹۸۹)، با نام هنری خود لبرینت یا لبرینث به (به انگلیسی: Labrinth) شناخته می‌شود، خواننده، ترانه‌سرا، آهنگساز، خواننده رپ و تهیه‌کننده موسیقی اهل انگلستان است. پس از آغاز فعالیت حرفه‌ای در زمینه تولید موسیقی، سایمون کاول او را به Syco Music معرفی کرد و سپس لبرینت با این شرکت قرارداد امضا کرد. پس از آنوی به‌عنوان اولین خواننده‌ای که کاول بدون حضور در نمایش استعدادهای درخشان طی شش سال به‌معرفی کرد، تبدیل شد. از وی به‌عنوان «یکی از مهمترین نوازندگان بریتانیایی در نسل خود» یاد شده‌است.

## زندگی و حرفه

### اوایل زندگی
مک کنزی در هاکنی لندن متولد و بزرگ شد. تبار وی جامائیکایی و کانادایی است. او از یک خانواده موسیقی دان، و هشت خواهر و برادر دارد. خانه آنها پر از صدای موسیقی انجیل آمریکایی بود که والدین آنها آن را دوست داشتند. هنگامی که جوان بود، او و هشت خواهر و برادرش گروهی به نام Mac 9 تشکیل دادند. وی در مدرسه استوک نیوینگتون تحصیل کرد و در دوران تحصیل خود شروع به فعالیت موسیقی کرد. برادرش، مک، که همچنین تهیه‌کننده موسیقی است، مک کنزی را در سن ۱۵ سالگی با هنر آهنگسازی در استودیوی خود آشنا کرد.